# Albino González y Menéndez Reigada
Albino González y Menéndez-Reigada (Corias, 18 gennaio 1881 – Cordova, 13 agosto 1958) è stato un vescovo cattolico spagnolo.

## Biografia
L'8 dicembre 1924 fu nominato vescovo di San Cristóbal de La Laguna da papa Pio XI e fu consacrato a Madrid il 19 luglio 1925 per l'imposizione delle mani dell'allora arcivescovo Federico Tedeschini, titolare di Lepanto (creato cardinale nel 1933 e pubblicato nel 1935), e dei coconsacranti Leopoldo Eijo y Garay, vescovo di Madrid, e Bernardo Martínez y Noval, vescovo di Almería. Il 10 agosto successivo prese possesso della diocesi.
Il 7 giugno 1941 il cardinale Federico Tedeschini incoronò solennemente l'immagine della Madonna della Neve, patrona dell'isola di La Palma.
Nel corso del suo mandato, ampliò l'edificio del seminario e creò il seminario minore, nel 1944. Nei ventidue anni di reggenza della diocesi di San Cristóbal de La Laguna, ordinò 48 sacerdoti diocesani.
Fu trasferito alla diocesi di Cordova con la nomina del 18 febbraio 1946.
Morì a Cordova il 13 agosto 1958.

## Genealogia episcopale
La genealogia episcopale è:
- Cardinale Scipione Rebiba
- Cardinale Giulio Antonio Santori
- Cardinale Girolamo Bernerio, O.P.
- Arcivescovo Galeazzo Sanvitale
- Cardinale Ludovico Ludovisi
- Cardinale Luigi Caetani
- Cardinale Ulderico Carpegna
- Cardinale Paluzzo Paluzzi Altieri degli Albertoni
- Papa Benedetto XIII
- Papa Benedetto XIV
- Papa Clemente XIII
- Cardinale Marcantonio Colonna
- Cardinale Giacinto Sigismondo Gerdil, B.
- Cardinale Giulio Maria della Somaglia
- Cardinale Carlo Odescalchi, S.I.
- Cardinale Costantino Patrizi Naro
- Cardinale Lucido Maria Parocchi
- Papa Pio X
- Papa Benedetto XV
- Cardinale Federico Tedeschini
- Vescovo Albino González y Menéndez Reigada, O.P.